# مقلمة
المَقْلَمَة (الجمع: مَقَالِم، مَقْلَمَات) وتنطق أيضًا «مِقْلَمَة» (الجمع: مِقْلَمَات) هي أداة مكتبية توضع فيها الأدوات الكتابية الصغيرة مثل القلم والمسطرة والمبراة والممحاة. ولها أشكال وأنواع عديدة منها مقلمة بسوستة، مقلمة كأس، مقلمة تثبت فيها الأقلام بشكل عمودي وغيرها.

## هوامش